# Homaloptera santhamparaiensis
Homaloptera santhamparaiensis är en fiskart som beskrevs av Arunachalam, Johnson och Rema Devi 2002. Homaloptera santhamparaiensis ingår i släktet Homaloptera och familjen grönlingsfiskar. IUCN kategoriserar arten globalt som starkt hotad. Inga underarter finns listade i Catalogue of Life.